# Breeders' Cup Sprint
Groupe 1
La Breeders' Cup Sprint est l'une des épreuves de la Breeders' Cup. 
Elle s'adresse aux chevaux de 3 ans et plus, et se déroule sur la distance de 1 200 m sur le dirt. L'allocation s'élève à 2 000 000 $.

## Records de victoires
Chevaux :
- 2 – Midnight Lute (2007, 2008), Roy H (2017, 2018)
- 2 – Roy H (2017, 2018)
- 2 – Elite Power (2022, 2023)

Jockeys
- 4 – Corey Nakatani : Lit de Justice (1996), Elmhurst (1997), Reraise (1998), Thor's Echo (2006)

Entraîneurs
- 5 – Bob Baffert : Thirty Slews (1992), Midnight Lute (2007, 2008), Secret Circle (2013), Drefong (2016)

Propriétaires
- 3 – Michael E. Pegram & Watson & Weitman Performances : Midnight Lute (2007, 2008), Secret Circle (2013)

## Palmarès
| Année | Hippodrome         | Vainqueur          | Âge | Pays        | Père               | Jockey               | Entraîneur             | Propriétaire                           | Deuxième           | Troisième          | Temps   |
| ----- | ------------------ | ------------------ | --- | ----------- | ------------------ | -------------------- | ---------------------- | -------------------------------------- | ------------------ | ------------------ | ------- |
| 2024  | Del Mar            | Straight No Chaser | 5   | États-Unis  | Speightster        | John R. Velazquez    | Dan Blacker            | MyRacehorse                            | Bentornato         | Mullikin           | 1'08"62 |
| 2023  | Santa Anita Park   | Elite Power        | 5   | États-Unis  | Curlin             | Irad Ortiz, Jr       | Bill Mott              | Juddmonte Farms                        | Gunite             | Nakatomi           | 1'08"34 |
| 2022  | Keeneland          | Elite Power        | 4   | États-Unis  | Curlin             | Irad Ortiz, Jr       | Bill Mott              | Juddmonte Farms                        | C Z Rocket         | Jackies Warrior    | 1'09"11 |
| 2021  | Del Mar            | Aloha West         | 4   | États-Unis  | Hard Spun          | Jose Ortiz           | Wayne Catalano         | Eclipse Thoroughbred Partners          | Dr Schivel         | Following Sea      | 1'08"49 |
| 2020  | Keeneland          | Whitmore           | 7   | États-Unis  | Pleasantly Perfect | Irad Ortiz, Jr.      | Ron Moquett            | LaPenta, Head of Plains Partners & Co. | C Z Rocket         | Firenze Fire       | 1'08"61 |
| 2019  | Santa Anita Park   | Mitole             | 4   | États-Unis  | Eskendereya        | Ricardo Santana, Jr. | Steve Asmussen         | William L. & Corinne Heiligbrodt       | Shancelot          | Whitmore           | 1'09"00 |
| 2018  | Churchill Downs    | Roy H              | 6   | États-Unis  | More Than Ready    | Paco Lopez           | Peter Miller           | Rockingham Ranch & Bernsen             | Whitmore           | Imperial Hint      | 1'08"24 |
| 2017  | Del Mar            | Roy H              | 5   | États-Unis  | More Than Ready    | Kent Desormeaux      | Peter Miller           | Rockingham Ranch & Bernsen             | Imperial Hint      | Mind Your Biscuits | 1'08"61 |
| 2016  | Santa Anita Park   | Drefong            | 3   | États-Unis  | Gio Ponti          | Martin Garcia        | Bob Baffert            | Baoma Corporation                      | Mind Your Biscuits | A. P. Indian       | 1'08"79 |
| 2015  | Keeneland          | Runhappy           | 3   | États-Unis  | Super Saver        | Edgar Prado          | Maria Borell           | J. Mc Ingvale                          | Private Zone       | Favorite Tale      | 1'08"58 |
| 2014  | Santa Anita Park   | Work All Week      | 5   | États-Unis  | City Zip           | Florent Géroux       | Roger Brueggemann      | Midwest Thoroughbreds                  | Secret Circle      | Private Zone       | 1'08"28 |
| 2013  | Santa Anita Park   | Secret Circle      | 4   | États-Unis  | Eddington          | Martin Garcia        | Bob Baffert            | Pegram, Watson & Weitman               | Laugh Track        | Gentlemens Bet     | 1'08"73 |
| 2012  | Santa Anita Park   | Trinniberg         | 3   | États-Unis  | Teuflesberg        | Willie Martinez      | Shivananda Parbhoo     | Mme Shivananda Parbhoo                 | The Lumber Guy     | Smiling Tiger      | 1'07"98 |
| 2011  | Churchill Downs    | Amazombie          | 5   | États-Unis  | Northern Afleet    | Mike E. Smith        | William Spawr          | Th.Sanford & W.Spawr                   | Force Freeze       | Jackson Bend       | 1'09"17 |
| 2010  | Churchill Downs    | Big Drama          | 4   | États-Unis  | Montbrook          | Eibar Coa            | David Fawkes           | Harold Queen                           | Hamazing Destiny   | Smiling Tiger      | 1'09"05 |
| 2009  | Santa Anita Park   | Dancing in Silks   | 4   | États-Unis  | Black Minnaloushe  | Joel Rosario         | Carla Gaines           | K.Kinakin                              | Crown Of Thorns4   | Cost of Freedom    | 1'08"14 |
| 2008  | Santa Anita Park   | Midnight Lute      | 5   | États-Unis  | Real Quiet         | Garrett Gomez        | Bob Baffert            | M.E. Pegram / Watson & Weitman         | Fatal Bullet       | Street Boss        | 1'07"08 |
| 2007  | Monmouth Park      | Midnight Lute      | 4   | États-Unis  | Real Quiet         | Garrett Gomez        | Bob Baffert            | M.E. Pegram / Watson & Weitman         | Idiot Proof        | Talent Search      | 1'09"18 |
| 2006  | Churchill Downs    | Thor's Echo        | 4   | États-Unis  | Swiss Yodeler      | Corey Nakatani       | Doug O'Neill           | Royce S. Jaime & Suarez Racing         | Friendly Island    | Nightmare Affair   | 1'08"80 |
| 2005  | Belmont Park       | Silver Train       | 3   | États-Unis  | Old Trieste        | Edgar Prado          | Richard E. Dutrow, Jr. | Four Roses Thoroughbreds               | Taste of Paradise  | Lion Tamer         | 1'08"86 |
| 2004  | Lone Star Park     | Speightstown       | 6   | États-Unis  | Gone West          | John Velazquez       | Todd A. Pletcher       | Eugene Melnyk                          | Kela               | My Cousin Matt     | 1'08"11 |
| 2003  | Santa Anita Park   | Cajun Beat         | 3   | États-Unis  | Grand Slam         | Cornelio Velasquez   | Stephen R. Margolis    | Padua Stable, J. Iracane               | Bluesthestandard   | Shake You Down     | 1'07"95 |
| 2002  | Arlington Park     | Orientate          | 4   | États-Unis  | Mt. Livermore      | Jerry Bailey         | D. Wayne Lukas         | Robert B. Lewis                        | Thunderello        | Crafty C.T.        | 1'08"89 |
| 2001  | Belmont Park       | Squirtle Squirt    | 3   | États-Unis  | Marquetry          | Jerry Bailey         | Robert J. Frankel      | D. J. Lanzman                          | Xtra Heat          | Caller One         | 1'08"41 |
| 2000  | Churchill Downs    | Kona Gold          | 6   | États-Unis  | Java Gold          | Alex Solis           | Bruce Headley          | Headley, Molasky & High Tech           | Honest Lady        | Bet On Sunshine    | 1'07"60 |
| 1999  | Gulfstream Park    | Artax              | 4   | États-Unis  | Marquetry          | Jorge Chavez         | Louis Albertrani       | Paraneck Stable                        | Kona Gold          | Big Jag            | 1'07"80 |
| 1998  | Churchill Downs    | Reraise            | 3   | États-Unis  | Danzatore          | Corey Nakatani       | Craig Dollase          | B. Fey, M. Han, L. Opas, F. Sinatra    | Grand Slam         | Kona Gold          | 1'09"00 |
| 1997  | Hollywood Park     | Elmhurst           | 7   | États-Unis  | Wild Again         | Corey Nakatani       | Jenine Sahadi          | Evergreen Farm & Jenine Sahadi         | Hesabull           | Bet On Sunshine    | 1'08"20 |
| 1996  | Woodbine           | Lit de Justice     | 6   | France      | El Gran Señor      | Corey Nakatani       | Jenine Sahadi          | Evergreen Farm                         | Paying Dues        | Honour and Glory   | 1'08"60 |
| 1995  | Belmont Park       | Desert Stormer     | 5   | États-Unis  | Storm Cat          | Kent Desormeaux      | Frank Lyons            | Joanne H. Nor                          | Mr Greeley         | Lit de Justice     | 1'09"00 |
| 1994  | Churchill Downs    | Cherokee Run       | 4   | États-Unis  | Runaway Groom      | Mike E. Smith        | Frank Alexander        | Jill E. Robinson                       | Soviet Problem     | Cardmania          | 1'09"40 |
| 1993  | Santa Anita Park   | Cardmania          | 7   | France      | Cox's Ridge        | Eddie Delahoussaye   | Derek Meredith         | Jean Couvercelle                       | Meafara            | Gilded Time        | 1'08"60 |
| 1992  | Gulfstream Park    | Thirty Slews       | 5   | États-Unis  | Slewpy             | Eddie Delahoussaye   | Bob Baffert            | M. Pegram                              | Meafara            | Rubiano            | 1'08"20 |
| 1991  | Churchill Downs    | Sheikh Albadou     | 3   | Royaume-Uni | Green Desert       | Pat Eddery           | Alexander Scott        | Hilal Salem                            | Pleasant Tap       | Robyn Dancer       | 1'09"20 |
| 1990  | Belmont Park       | Safely Kept        | 4   | États-Unis  | Horatius           | Craig Perret         | Alan Goldberg          | Jayeff B Stable                        | Dayjur             | Black Tie Affair   | 1'09"60 |
| 1989  | Gulfstream Park    | Dancing Spree      | 4   | États-Unis  | Nijinsky           | Angel Cordero, Jr.   | Shug McGaughey         | Ogden Phipps                           | Safely Kept        | Dispersal          | 1'09"00 |
| 1988  | Churchill Downs    | Gulch              | 4   | États-Unis  | Mr. Prospector     | Angel Cordero, Jr.   | D. Wayne Lukas         | White Birch Farm                       | Play The King      | Afleet             | 1'10"40 |
| 1987  | Hollywood Park     | Very Subtle        | 3   | États-Unis  | Hoist the Silver   | Pat Valenzuela       | Melvin Stute           | Ben Rochelle                           | Groovy             | Exclusive Enough   | 1'08"80 |
| 1986  | Santa Anita Park   | Smile              | 4   | États-Unis  | In Reality         | Jacinto Vasquez      | Scotty Schulhofer      | Frances A. Genter Stable               | Pine Tree Lane     | Bedside Promise    | 1'08"40 |
| 1985  | Aqueduct Racetrack | Precisionist       | 4   | États-Unis  | Crozier            | Chris McCarron       | L. Ross Fenstermaker   | Fred W. Hooper                         | Smile              | Mt Livermore       | 1'08"40 |
| 1984  | Hollywood Park     | Eillo              | 4   | États-Unis  | Mr. Prospector     | Craig Perret         | Budd Lepman            | Crown Stable                           | Commemorate        | Fighting Fit       | 1'10"20 |